# Chlidonias niger

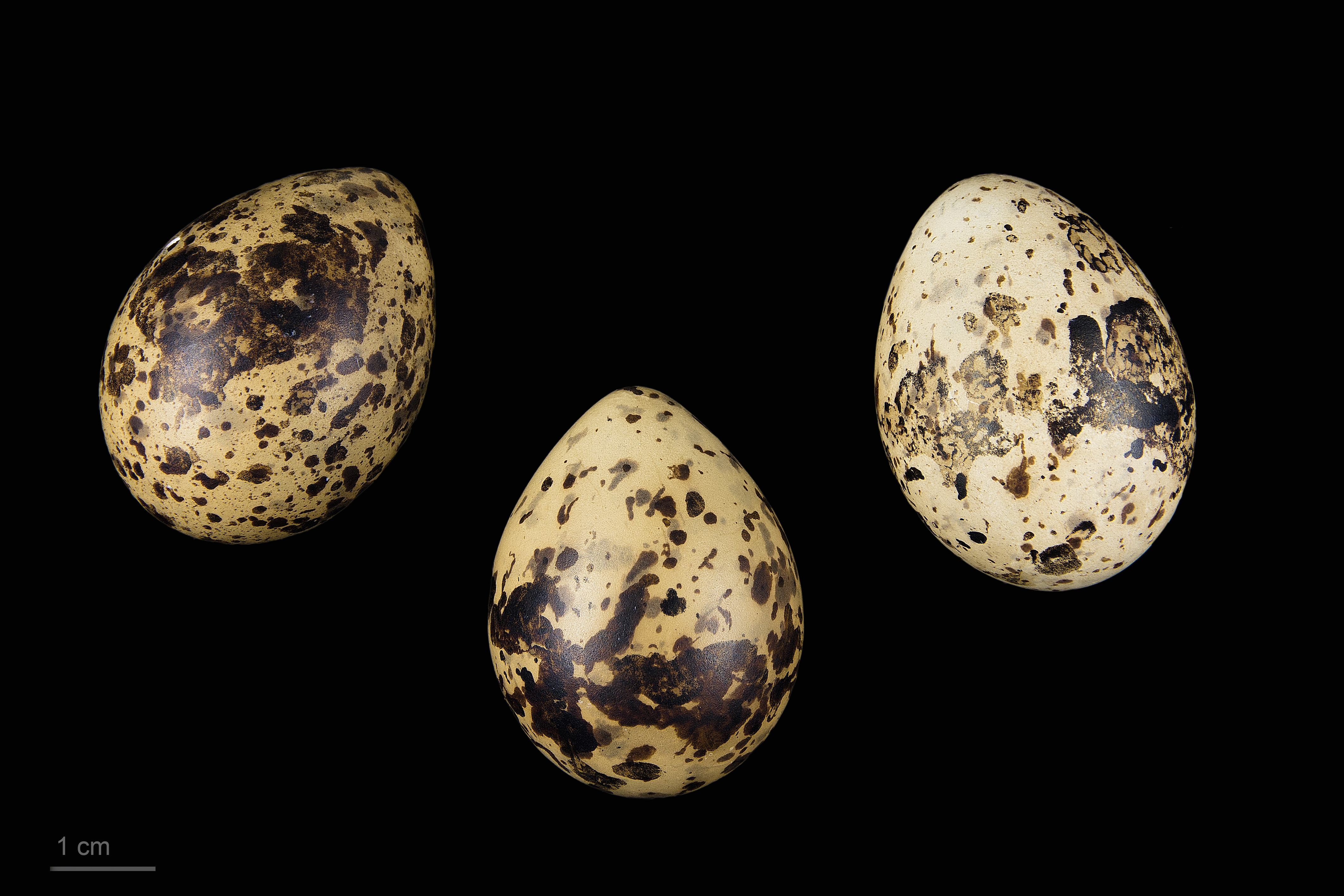
Chlidonias niger niger - MHNT

El fumarel común o gaviotín negro (Chlidonias niger) es una especie de ave caradriforme de la familia Sternidae. Es de aspecto delicado, pequeño, de color gris oscuro, con cabeza, pecho y vientre negros. Suele agruparse en bandadas, en primavera; en invierno suele vérsele en números más reducidos. Suele perchar en postes y boyas.

## Hábitat y distribución
Se distribuye por toda Europa, Asia, África y América. Es un ave migratoria común, y es visible sobre marjales, lagunas, salinas, pantanos y arrozales.

## Historia natural
Su voz es un reclamo corto, chirriante, bajo. Anida de mayo a junio, poniendo tres huevos en una única nidada, en un hueco tapizado por juncos, en marismas. Se alimenta de insectos, peces pequeños, crustáceos y larvas de anfibios.

## Subespecies
Se conocen dos subespecies de Chlidonias niger:
- Chlidonias niger niger - fumarel común eurasiático
- Chlidonias niger surinamensis - fumarel común americano